# 4903 Ichikawa
4903 Ichikawa eller 1989 UD är en asteroid i huvudbältet som upptäcktes den 20 oktober 1989 av de båda japanska astronomerna Toshimasa Furuta och Yoshikane Mizuno vid Kani-observatoriet. Den är uppkallad efter Kiyotaka Ichikawa.
Asteroiden har en diameter på ungefär 14 kilometer och den tillhör asteroidgruppen Themis.